# 프로피오네이트

프로피온산의 구조식

프로피오네이트(영어: propionate) 이온 또는 프로파노에이트(영어: propanoate) 이온의 화학식은 C2H5COO−이다. 프로피온산에서 수소 원자 하나가 이탈하여 생성되는 음이온이다.
이 화합물은 프로피온산의 염이나 에스터이다.

## 예
- 프로피온산 나트륨 – NaC2H5CO2
- 프로피온산 메틸 – C2H5(CO)OCH3
- 프로피온산 칼슘 – Ca(C2H5CO2)2
- 프로피온산 칼륨 – KC2H5CO2
- 프로피온산 플루티카손 – C25H31F3O5S